# Oliver Ford Davies
Oliver Robert Ford Davies (født 12. august 1939) er en britisk skuespiller og forfatter.
Af film har han blandt andet medvirket i Johnny English, Blow dry, An Ideal Husband, Titanic Town,  Star Wars Episode I: Den usynlige fjende, Sense and Sensibility og Defence of the Realm.
Han har også været med i flere forskellige TV-serier som The Long Walk to Finchley, Midsomer Murders, Spooks, Foyle's War, MacGyver: Lost Treasure of Atlantis og Inspector Morse. 